# Cratere Bond
Bond  è un cratere sulla superficie di Marte.